# Навободі-Пойон
Навобо́ді-Пойо́н (тадж. Навободи поён) — село у складі Хатлонської області Таджикистану. Входить до складу Зафарського джамоату Фархорського району.
Назва означає нижній Навободі, останнє означає благоустроєний нещодавно.
Населення — 1998 осіб (2010; 2109 в 2009).